# Elisabetta Trebbiani
Elisabetta Trebbiani (... – XIV secolo) è stata una poetessa italiana.
La sua figura è legata a quelle dei personaggi più noti della seconda metà del XIV secolo della città di Ascoli Piceno. Sebbene non si conoscano riferimenti precisi di nascita e morte l'autore Catalamessa Carboni scrive che visse oltre il 1397. 
La storia locale la ricorda non solo come poetessa e donna di lettere, ma anche come guerriera che partecipò attivamente alle dispute cittadine.

## Biografia
Fu figlia di Meliaduso d'Ascoli della famiglia Trebbiani podestà di Firenze nel periodo del duca d'Atene, nipote di Pietro Trebbiani che ebbe l'incarico di Abbreviatore Apostolico e moglie di Paolino Grisanti.
La Trebbiani è narrata come una donna di raro coraggio e dotata di “virili virtù e chiara in letteratura” che, in abiti da guerriero, seguiva il marito nelle contese. 
Visse nella profonda convinzione di non doverlo mai abbandonare e “come un angelo custode” lo accompagnava anche nei momenti di pericolo.
Il Grisanti, descritto come un uomo “dedito alle armi”, abitò nelle vicinanze di Porta Solestà nel quartiere di San Giacomo dove è stata dedicata una via alla sua famiglia: Rua dei Grisanti.
Un episodio che ben rappresenta la sua devozione nei confronti del consorte narra di un tumulto avvenuto durante una notte per le vie della città cui partecipò insieme al marito. Durante la lotta la Trebbiani rimase ferita, ma non volle essere soccorsa ed aiutata fino a quando non fu sicura che anche Paolino Grisanti fosse in salvo. 
Intrattenne amicizia e corrispondenza epistolare con la poetessa Livia Chiavelli di Fabriano alla quale inviò l'unico sonetto che è stato ritrovato.
Nella città di Ascoli le è stata dedicata una via vicina a quella che ricorda la presenza della Famiglia Grisanti e l'intolazione, nell'anno 1892, della Regia Scuola Normale Superiore Femminile, l'attuale Istituto Psicopedagogico.

## Le opere
Ben poco degli scritti della rimatrice giunge ai nostri giorni. Ci perviene il solo sonetto, inviato a Livia Chiavelli, pubblicato da P. Antonio Appiani che lo rinvenne nei carteggi del duomo della città.